# Pielgrzymów (Opole)
Pour les articles homonymes, voir Pielgrzymów.
Pielgrzymów est une localité polonaise de la gmina et du powiat de Głubczyce en voïvodie d'Opole.